# Dance Dance Revolution Disney Channel Edition
Dance Dance Revolution Disney Channel Edition é um jogo da linha Dance Dance Revolution, lançado pela Konami em 2008 para o console PlayStation 2. O jogo é baseado nas séries e filmes do canal Disney Channel.

## Personagens

### Hannah Montana
- Lilly
- Miley/Hannah

### High School Musical
- Troy
- Gabriella

### Kim Possible
- Kim Possible

### That's So Raven
- Eddie
- Cory

### The Cheetah Girls
- Aqua
- Chanel
- Dorinda

### The Suite Life of Zack & Cody
- Cody
- Zack
- Maddie
- London

### Cory in the House
- Cory
- Newt
- Meena
- Sophie

## Músicas

### Hannah Montana
- Nobody's Perfect
- The Best of Both Worlds
- This Is The Life
- Who Said

### High School Musical
- Bop To The Top
- Get'cha Head in the Game
- I Can't Take My Eyes Off You
- We're All in This Together

### Jump In
- It's My Turn Now
- It's On
- Jump To The Rhythm
- Push It To The Limit
- Vertical

### Kim Possible
- Kim Possible Theme Song

### That's So Raven
- That's So Raven Theme Song

### The Cheetah Girls
- Cheetah Sisters
- Girl Power
- Step Up
- The Party's Just Begun

### The Suite Life of Zack & Cody
- Suite Life of Zack & Cody Theme Song

### Konami Originals
- B4U / NAOKI
- Baile La Samba / Big Idea
- Bongo! / Wavegroup feat. Scott D.
- CANDY☆ / Luv UNLIMITED
- Dança de Yuka / Big Idea
- DoLL / TËЯRA
- HIGHER / NM feat. SUNNY
- La Cucaracha / Big Idea
- Monkey Punk / Big Idea
- My Only Shining Star / NAOKI feat. Becky Lucinda
- MY SUMMER LOVE / MITSU-O! with GEILA
- P.N. MAX (PARANOiA MAX) / 190
- Rock-a-billy Willy / Big Idea
- Sockem / Steve Porter
- Sweet Sweet ♥ Magic / jun
- There 4 you / Thuggie D.
- TOE JAM / Big Idea